# Golovin (Alaska)
Golovin ist eine Ortschaft in der Nome Census Area im Westen von Alaska. Sie zählte 2020 175 Einwohner.
Golovin liegt auf einer Landzunge im Süden der Seward-Halbinsel. Sie liegt am Ausgang der Golovnin-Lagune zur Golovnin Bay. 115 km weiter westlich befindet sich die Stadt Nome. 
Benannt wurde Golovin nach Wassili Michailowitsch Golownin, Vizeadmiral der russischen Marine, wobei der Ort im Gegensatz zur angrenzenden Lagune und Bucht eine falsche Schreibweise übernahm.